# Bullumba Landestoy
Pedro Rafael Landestoy Duluc (ur. 16 sierpnia 1925 w La Romana, zm. 17 lipca 2018 w Santo Domingo) – dominikański pianista, kompozytor, socjolog, pisarz i historyk.

## Życiorys
Bullumba Landestoy urodził się 16 sierpnia 1925 roku w La Romana. studiował w Narodowym Konserwatorium Muzycznym w Santo Domingo. Swój pierwszy utwór na fortepianie (Danza Loca) napisał w wieku 20 lat.

## Kariera
Muzyka skomponowana przez Bullumba została zainterpretowana przez muzyków o międzynarodowym uznaniu. Między innymi zainspirowali się jego pracą gitarzyści Dominikańczyk Rafael Scarfullery i Kolumbijczyk Francisco Roldán, dominikańska pianistka María de Fátima Geraldes nagrywa skomponowane przez niego utwory fortepianowe.
Napisał ponad 100 piosenek w gatunku pop, zdobywając międzynarodowe uznanie jako kompozytor w latach pięćdziesiątych po ucieczce z kraju za rządów dyktatorskich Trujillo i emigracji do Meksyku i Wenezueli. Jego muzyka została skomponowana i nagrana przez wielu znakomitych latynoamerykańskich śpiewaków, zwłaszcza Celię Cruz, Toñę la Negrę, Alberto Beltrána i Vicentico Valdésa. Podczas złotej epoki kina meksykańskiego Fernando Fernández zaśpiewał jego utwory Carita de Angel i Mi Dulce Querer, zaaranżowane przez Chucho Zarzosa.
Pod koniec lat 50. Landestoy przeniósł się do Nowego Jorku, gdzie występował jako pianista w różnych grupach muzycznych, w tym w Lecuona Cuban Boys. Następnie wyjechał do Portoryko w 1962 roku, aby dołączyć do klasztoru San Antonio Abad i powrócił do Nowego Jorku w 1977 roku, gdzie mieszkał od tamtej pory. Landestoy skupił się na muzyce klasycznej, którą rozwinął w Conservatorio de la Nación w Santo Domingo w Dominikanie, gdzie studiował u Marii Siragusy. Napisał 12 utworów skomponowanych na gitarę, dziesięć utworów na fortepian i sopran oraz 27 na fortepian. Skomponował większość swoich utworów na fortepian i gitarę w klasztorze San Anotio Abad w Humacao, Puerto Rico, gdzie rozpoczął duchową podróż w 1962 roku. W klasztorze, który jest także uniwersytetem, uczył tam gry na fortepianie, gitarze klasycznej i kompozycji.